# Marchandiomyces corallinus
Marchandiomyces corallinus is korstmosparasiet die behoort tot de familie Corticiaceae. Deze soort is een lichenicole schimmel die korstmossen parasiteert, met name die in de geslachten Physcia, Parmelia, Flavoparmelia, Lepraria, Pertusaria, Lasallia en Lecanora. 

## Verspreiding
Marchandiomyces corallinus wordt vaak gevonden in het oosten van Noord-Amerika en Europa. In Nederland komt hij zeer zeldzaam voor.